# Kairos (album)
Kairos – dwunasty album studyjny brazylijskiego zespołu muzycznego Sepultura. Wydawnictwo ukazało się 17 czerwca 2011 roku nakładem wytwórni muzycznej Nuclear Blast.
Nagrania zostały zarejestrowane w Bright Orange Studios w Stanach Zjednoczonych oraz Trama Studios w Brazylii. Miksowanie odbyło się w Mountain View Studios w Los Angeles w Stanach Zjednoczonych. Natomiast mastering został zrealizowany w Maor Appelbaum Mastering. 
Album dotarł do 48. miejsca listy Billboard Independent Albums w Stanach Zjednoczonych sprzedając się w nakładzie 2,5 tys. egzemplarzy w przeciągu tygodnia od dnia premiery. Płyta trafiła ponadto na listy przebojów w Niemczech, Austrii, Szwajcarii oraz Francji.

## Lista utworów
Opracowano na podstawie materiału źródłowego.
| Nr  | Tytuł utworu                               | Długość |
| --- | ------------------------------------------ | ------- |
| 1.  | „Spectrum”                                 | 04:03   |
| 2.  | „Kairos”                                   | 03:37   |
| 3.  | „Relentless”                               | 03:36   |
| 4.  | „2011” (utwór instrumentalny)              | 00:30   |
| 5.  | „Just One Fix” (cover Ministry)            | 03:33   |
| 6.  | „Dialog”                                   | 04:57   |
| 7.  | „Mask”                                     | 04:31   |
| 8.  | „1433” (utwór instrumentalny)              | 00:31   |
| 9.  | „Seethe”                                   | 02:27   |
| 10. | „Born Strong”                              | 04:40   |
| 11. | „Embrace the Storm” (utwór instrumentalny) | 03:32   |
| 12. | „5772”                                     | 00:29   |
| 13. | „No One Will Stand”                        | 03:17   |
| 14. | „Structure Violence”                       | 05:39   |
| 15. | „4648” (utwór instrumentalny)              | 08:22   |
|     |                                            | 53:44   |

| Bonus DVD | Bonus DVD               | Bonus DVD |
| Nr        | Tytuł utworu            | Długość   |
| --------- | ----------------------- | --------- |
| 1.        | „The Making Of "Kairos” | 50:13     |
|           |                         | 50:13     |

## Twórcy
Opracowano na podstawie materiału źródłowego.
| Zespół Sepultura w składzie - Paulo Jr. – gitara basowa - Andreas Kisser – gitara, realizacja nagrań - Derrick Green – wokal, gitara - Jean Dolabella – perkusja |  | Dodatkowi muzycy - Les Tambours du Bronx – instrumenty perkusyjne |  | Inni - Jon Mattox – inżynieria dźwięku - Estevam Romera – zdjęcia - Roy Z – produkcja muzyczna, miksowanie, realizacja nagrań - Maor Appelbaum – mastering - Eric Sayers, Rommel Lima – oprawa graficzna |

## Notowania
| Lista                        | Kraj              | Pozycja |
| ---------------------------- | ----------------- | ------- |
| Ö3 Austria Top 40            | Austria           | 75      |
| SNEP                         | Francja           | 87      |
| Media Control Charts         | Niemcy            | 49      |
| Billboard Hard Rock Albums   | Stany Zjednoczone | 25      |
| Billboard Independent Albums | Stany Zjednoczone | 48      |
| Schweizer Hitparade          | Szwajcaria        | 96      |